# МОН-90
МОН-90 (рос. «Мина Осколочная Направленного» действия) — радянська протипіхотна міна направленої дії, створена у 1960-х роках. Призначена для ураження особового складу супротивника готовими уламками, які вилітають в заданому секторі при вибуху міни шляхом її підриву оператором або після зачеплення за відривний датчик підривача МВЭ-72, або натяжний датчик підривача МУВ.

## Характеристики[1][2]
- Матеріал корпусу — пластмаса;
- Маса загальна — 12,1 кг;
- Маса вибухової речовини (ПВВ-4) — 6,2 кг;
- Довжина корпусу — 345,6 мм;
- Висота корпусу — 202 мм;
- Товщина корпусу — 153 мм;
- Кількість елементів ураження (ролики діаметром 7 мм) — 2000 шт.;
- Сектор — 54 градуси;
- Дальність суцільного ураження — 90/99 м(кульки/ролики);
- Висота по вертикалі зони ураження — до 8 м;
- Температурний діапазон застосування — від − 50 до + 50°С.

## Використання
Афганістан, під час російсько - афганської війни.
9 червня 2021 року на Луганщині на колишніх позиціях російських окупантів виявили тайник з боєприпасами, серед яких була міна МОН-90.
10 квітня 2022 року виявлено міну МОН-90 в Ірпені.